# Онуфрів Олена Іванівна
Олена Іванівна Онуфрів (нар. 10 червня 1980, Львів) — українська художниця. Належить до покоління молодих львівських художників, які почали працювати у 1990-х роках. Роботи знаходяться в приватних колекціях України, Польщі, Великої Британії, Ірландії, США, Канади, Іспанії, Німеччини, Фінляндії. Олена Онуфрів є засновником бренду #onufriv_o.

## Освіта
- 1995-1999. Львівський державний коледж декоративного і ужиткового мистецтва імені Івана Труша
- 1999-2005. Львівська Академія Мистецтв.

## Виставки
2000. Пленер у Великій Британії.

2001. 5-ий міжнародний симпозіум гутного скла, Національний музей, Львів.

2001. Осінній салон «Високий замок-2001», Палац мистецтв, Львів.

2002. Персональна виставка, галерея «La Galeria», Толедо, Іспанія.

2002. Персональна виставка, галерея «Galeria Nova Rua», Луго, Іспанія.

2003. Проект «Абсент та вітсутність: солодкий смак декадансу», Центр Сучасного Мистецтва «Совіарт», Київ.

2003. Осінній салон «Високий замок-2003», Палац мистецтв, Львів.

2004. Персональна виставка, галерея «Арт+», Кассель, Німеччина.

2005. Персональна виставка, Культурний центр «Vuosaari House», Хельсінкі, Фінляндія.

2006. Персональна виставка, галерея «На Спасской — 45», Миколаїв.

2006. Пленер «Art pienkow», Польща.

2006. «16th Istanbul art fair», Стамбул, Туреччина.

2007. Персональна виставка «Тисяча і одна квітка зі Сходу», галерея «На Спасской — 45», Миколаїв.

2007. Персональна виставка, галерея «Сады победы», Одеса.

2007. Групова виставка «Біг сіті лайф», Бізнес центр Бізнес центр «Леонардо», Київ.

2007. «25 см у квадраті», галерея «Зелена канапа», Львів.

2007. Арт фестиваль «Парад левів у Львові».

2007. Персональна виставка, Клуб «5 елемент», Київ.

2007. «Арт Київ-2007», Український Дім, Київ.

2008. «Приборкання ероса», галерея «Зелена канапа», Львів.

2008. «Арт Київ-2008», Український Дім, Київ.

2009. Персональна виставка «Часточка раю», Український національний музей, Чикаго, США.

2009. «Молоді митці з України», Бухарест, Румунія.

2009. Благодійний аукціон, Аукціонний дім Крилова, Київ.

2009. «19th Istanbul art fair», Стамбул, Туреччина.

2010. Персональна виставка «Антична скульптура з колекції графа Лянцкоронського та Греція від Олени Онуфрів», Палац Потоцьких, Львів.

2010. Персональна виставка «Літні канікули», галерея «Зелена канапа», Львів.

2010. «Південна ідилія», мистецький проект «KavART», кав'ярня «Світ кави», Львів.

2010. «The Affordable Art Fair Singapore-2010», Сінгапур.

2010. Персональна виставка у Національному заповіднику «Софія Київська», Київ.

Роботи знаходяться в приватних колекціях України, Польщі, Великої Британії, Ірландії, США, Канади, Іспанії, Німеччини, Фінляндії, Туреччини, Сінгапуру.

2011. Персональна виставка „Тіні розкішного літа”, галерея „Зелена канапа”, Львів.

2012. Виставка-показ шаликів „Couture de fleur”. Центр сучасного мистецтва М17 в рамках проекту „Інь”, Київ.

2012. Виставка "Українська палітра у Відні", Російський центр науки та культури, Відень, Австрія.

2012. Виставка "Українська палітра у Відні", Gallery Р-12, Відень, Австрія.

2013. Виставка "Премія Бальзак", Національний музей у Львові їм. А. Шептицького, Львів.

2013. Виставка "VI. MOYA ANNUALE 2013", музей сучасного мистецтва Moya Vienna, Відень, Австрія.

2017. Виставка "World Art Dubai", галерея мистецтв, Дубаї, Об'єднані Арабські Емірати.

Роботи знаходяться в приватних колекціях України, Польщі, Великої Британії, Ірландії, США, Канади, Іспанії, Німеччини, Фінляндії, Туреччини, Сінгапуру.

Власником найбільшої колекції є готель Hyatt в Києві.

## Роботи

Англійський сад